# Заболотье (Востровское сельское поселение)
Заболотье — деревня в Нюксенском районе Вологодской области.
Входит в состав Востровского сельского поселения, с точки зрения административно-территориального деления — в Востровский сельсовет.
Расстояние по автодороге до районного центра Нюксеницы — 70 км, до центра муниципального образования Вострого — 1 км. Ближайшие населённые пункты — Разуличье, Леваш, Вострое.
По переписи 2002 года население — 8 человек.